# Sestřelení letounu Š-328.237
Sestřelení letounu Š-328.237 byl letecký incident mezi československými a maďarskými letci, ke kterému došlo 25. října 1938 nad okresem Komárno v tehdejším Česko-Slovensku. Letoun československého letectva typu Letov Š-328 (sériové číslo Š-328.237) byl sestřelen maďarskou stíhačkou Fiat CR.32, pilotovanou poručíkem László Pongráczem. Pozorovatel svobodník aspirant Jaromír Šotola byl zabit, pilot desátník Ján Kello se zranil při nouzovém přistání. K incidentu došlo během krizového období po Mnichovské dohodě, kdy probíhaly boje v československo-maďarském pohraničí.

## Průběh letu

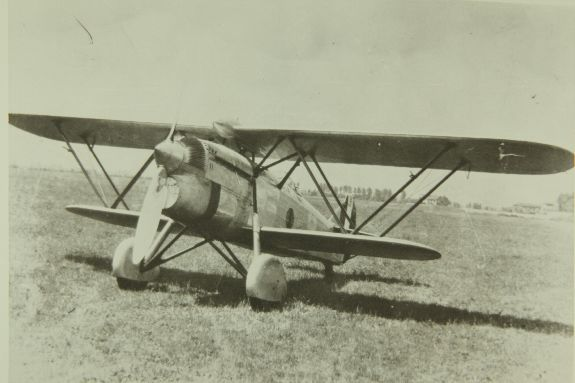
Fiat CR.32

Pozorovací letoun Š-328.237 ze stavu 10. letky leteckého pluku 3 československého letectva odstartoval 25. října 1938 z polního letiště u Komjatic v prostoru obce Zemianska Olča. Pilotem letounu byl desátník Ján Kello, funkci pozorovatele zastával svobodník aspirant Jaromír Šotola. Úkolem letců bylo letecké snímkování a průzkum okolí Zemianské Olče. Ve stejnou dobu se ve vzdušném prostoru Česko-Slovenska pohybovala trojice letounů maďarského královského letectva – třímotorový dopravní letoun Junkers Ju 52/3m a dvojice stíhacích letounů Fiat CR.32 ze stavu jednotky 1/2. vadászszázad (stíhací peruť). Maďarské letouny se nacházely severně od Dunaje, 10 až 11 kilometrů v hloubi území jižního Slovenska, když pod sebou maďarští stíhači uviděli československý letoun Š-328, který letěl nad obcí Hodžovo ve výšce asi 500 až 600 metrů. Ve chvíli, kdy se Letov obracel nad obcí Veľký Meder, maďarský pilot Fiatu CR.32 főhadnagy (poručík) László Pongrácz jej bez varování zezadu napadl palbou palubních zbraní a svůj útok ještě dvakrát zopakoval.

## Následky útoku
Nic netušící posádka pozorovacího letounu byla zasypána palbou z kulometů maďarské stíhačky. První dávka prostřelila levou stranu nosných ploch a spádovou palivovou nádrž a také pravděpodobně zabila pozorovatele Jaromíra Šotolu. Pilot Ján Kello s hořícím letounem nouzově přistál u obce Bodza, ze kterého vyvázl s těžkými popáleninami na ruce. Tělo mrtvého pozorovatele zůstalo v troskách havarovaného letounu, který kompletně shořel.

## Vyšetřování

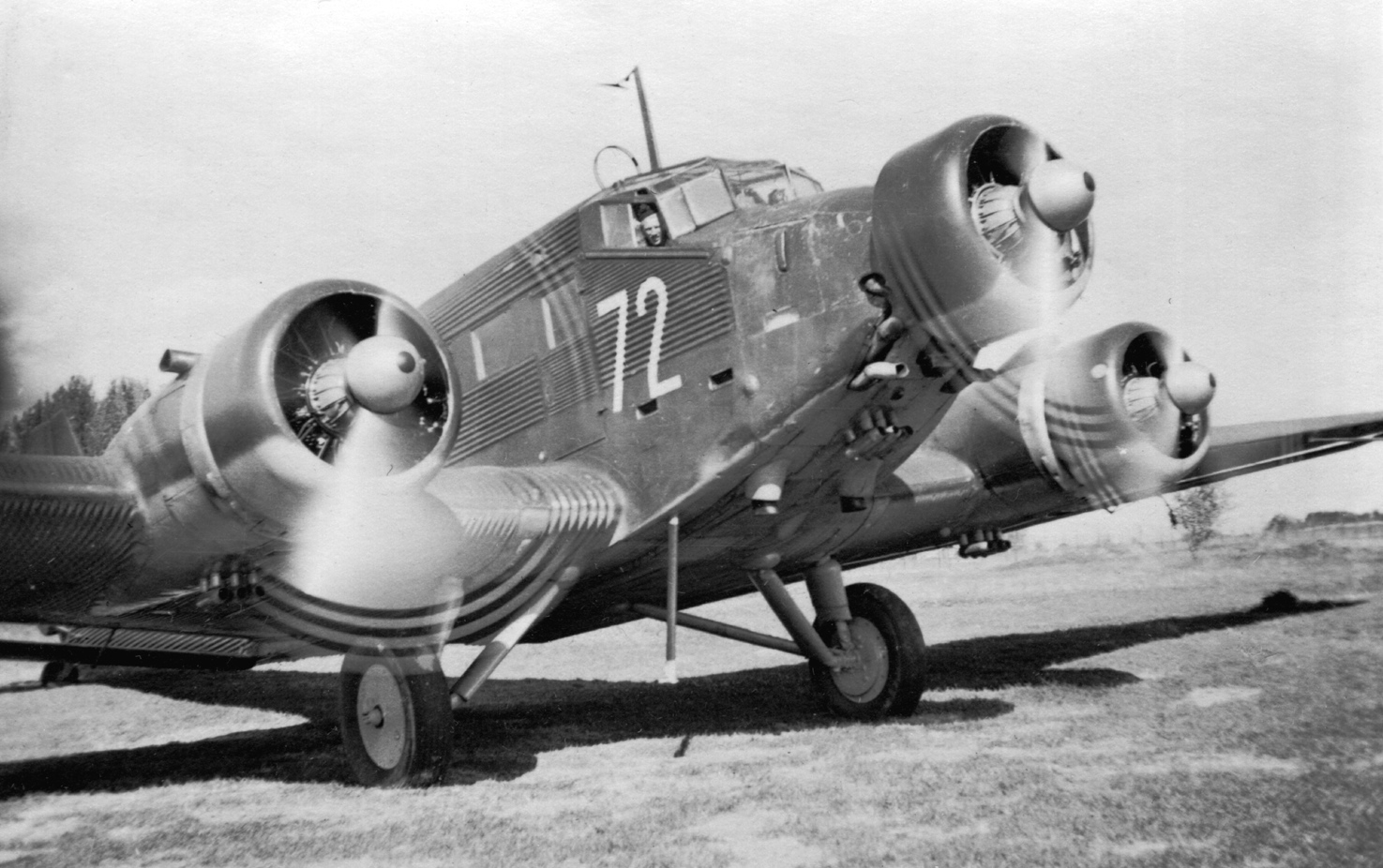
Junkers Ju 52

Krátce po sestřelení letounu Š-328.237 byla vytvořena vyšetřovací komise. Podle zástupců maďarské strany byl letoun Ju 52 pronajat soukromé geodetické firmě, která snímkovala povodí Dunaje a kvůli československo-maďarským střetům v pohraničí poskytlo maďarské letectvo pronajatému Junkersu stíhací doprovod v podobě dvou stíhaček Fiat CR.32. Maďaři také tvrdili, že se jejich letadla dostala nad území Česko-Slovenska omylem, načež stíhači dospěli k závěru, že se československý letoun chystá zaútočit na jimi doprovázený letoun.
Maďarský Junkers měl ve skutečnosti na palubě náklad štvavých letáků s protičeskoslovenskými texty, které shazoval na území obývané maďarskou menšinou. Jediným důvodem pro sestřelení nízko letícího a nijak nereagujícího Letovu byl podle československé strany fakt, že se jednalo o snadnou kořist. Jak později uvedl brigádní generál Alois Vicherek, přednosta l. oddělení III. (leteckého) odboru Ministerstva národní obrany, maďarští letci běžně narušovali pohraniční neutrální pásmo.

## Důsledky a souvislosti
Po sestřelení letounu Š-328.237 vydal generál Vicherek po konzultaci s Hlavním štábem rozkaz, aby bylo napříště každé maďarské letadlo, které naruší vzdušný prostor republiky, okamžitě sestřeleno. Tento rozkaz byl následně zrušen generálem Miklíkem na příkaz ministra národní obrany Jana Syrového, nicméně vzhledem k posílení obrany Slovenska letkami přesunutými z území Čech již k dalším incidentům až do března 1939 nedošlo.
Podle maďarských historiků se nejednalo o potvrzený sestřel, ale o porušení rozkazu, za který byl poručík Pongrácz svým velitelem potrestán. Podle jiných informací však byl Pongrácz za svůj čin povýšen. K incidentu došlo v době, kdy probíhal mezi druhou republikou a Maďarským královstvím spor o vymezení vzájemných hranic, který dne 2. listopadu 1938 vyvrcholil první vídeňskou arbitráží. Česko-Slovensko muselo odevzdat značnou část území jižního a východního Slovenska a také jihozápadní část Podkarpatské Rusi.

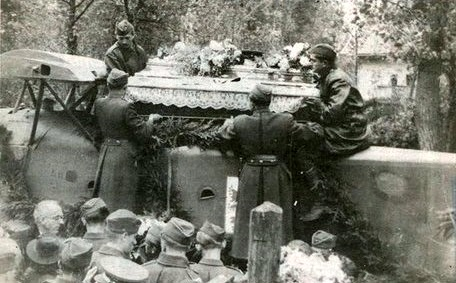
Pohřeb Jaromíra Šotoly v Řestokách v roce 1938

### Pohřeb Jaromíra Šotoly
Ostatky Jaromíra Šotoly byly převezeny do jeho rodné obce, kde byl vystrojen pohřeb se všemi vojenskými poctami, kterého se účastnily stovky lidí. V Řestokách také postavili padlému letci pomník, jehož součástí byl trup vojenského dvouplošníku (letadlo na pomníku zničil vandal nebo zloděj v roce 1997). Prezident Edvard Beneš udělil Jaromíru Šotolovi v roce 1946 Československý válečný kříž in memoriam.

### Ján Kello
Po zániku druhé republiky a její armády se Ján Kello stal zkušebním pilotem v hodnosti rotníka slovenského letectva u firmy Mráz. Tato letecká továrna v Nitře vyrobila první slovenské sportovní motorové letadlo Zobor-1 (odvozené od stroje Beneš-Mráz Bibi), se kterým Kello odstartoval k prvnímu zkušebnímu letu. Dne 25. května 1943 však zahynul v troskách tohoto stroje v blízkosti obce Výčapy-Opatovce při přeletu z Nitry do Trenčianskych Biskupic.

### László Pongrácz
László Pongrácz se narodil v roce 1907. V roce 1938 sloužil jako főhadnagy (poručík) u jednotky 1/2. vadászszázad (stíhací peruť) maďarského královského letectva. Během druhé světové války létal jako testovací pilot a žádného dalšího sestřelu již nedosáhl. Po skončení války emigroval do Jižní Ameriky. Zemřel 30. dubna 1986 v Buenos Aires.